# Mayung
Mayung is een bestuurslaag in het regentschap Cirebon van de provincie West-Java, Indonesië. Mayung telt 3132 inwoners (volkstelling 2010).